# 1928 Summa
1928 Summa este un asteroid din centura principală, descoperit pe 21 septembrie 1938 de Yrjö Väisälä.